# 黑布雷希廷根
黑布雷希廷根是德国巴登-符腾堡州的一个市镇。总面积58.63平方公里，总人口13107人，其中男性6453人，女性6654人（2011年12月31日），人口密度224人/平方公里。